# Hemroulle
Hemroulle est un hameau de l'Ardenne belge sis au Nord-Ouest de la ville de Bastogne, en province de Luxembourg (Région wallonne de Belgique). Avant la fusion des communes, il faisait déjà administrativement partie de la commune et ville de Bastogne.

## Situation et description
Hemroulle est un hameau s'étirant le long d'une rue - la Route Nationale 854 - sur plus d'un kilomètre le long et à proximité de la route menant de Savy à Champs (commune de Bertogne). Il se situe à proximité immédiate de la sortie 53 l'autoroute E25 Liège-Luxembourg et à environ 4 km du centre de Bastogne qui se trouve au sud-est.
Entouré de grandes prairies, ce hameau ardennais compte plusieurs exploitations agricoles encore en activité. En 2012, il comptait 122 habitants.

## Patrimoine
- Sise à un carrefour local, la chapelle du Sacré-Cœur a été construite en 1950[2] en pierres du pays (grès schisteux).